# Kabinet-Smith-Stanley II
Het kabinet–Smith-Stanley II was de uitvoerende macht van de Britse overheid van 20 februari 1858 tot 12 juni 1859.
| Ambtsbekleder                  | Ambtsbekleder            | Ambtsbekleder                                          | Functie                               | Ambtstermijn     | Ambtstermijn | Partij             |
| ------------------------------ | ------------------------ | ------------------------------------------------------ | ------------------------------------- | ---------------- | ------------ | ------------------ |
|                                | Edward Smith-Stanley     | Graaf van Derby Edward Smith-Stanley (1799–1869)       | Premier                               | 20 februari 1858 | 12 juni 1859 | Conservative Party |
| Leader of the House of Lords   | Edward Smith-Stanley     | Graaf van Derby Edward Smith-Stanley (1799–1869)       |                                       | 20 februari 1858 | 12 juni 1859 | Conservative Party |
|                                | Benjamin Disraeli        | Benjamin Disraeli (1804–1881)                          | Minister van Financiën                | 20 februari 1858 | 12 juni 1859 | Conservative Party |
| Leader of the House of Commons | Benjamin Disraeli        | Benjamin Disraeli (1804–1881)                          |                                       | 20 februari 1858 | 12 juni 1859 | Conservative Party |
|                                | James Harris             | Graaf van Malmesbury James Harris (1807–1889)          | Minister van Buitenlandse Zaken       | 20 februari 1858 | 12 juni 1859 | Conservative Party |
|                                | Spencer Horatio Walpole  | Spencer Horatio Walpole (1806–1896)                    | Minister van Binnenlandse Zaken       | 20 februari 1858 | 3 maart 1859 | Conservative Party |
|                                | Thomas Sotheron-Estcourt | Thomas Sotheron- Estcourt (1801–1876)                  | Minister van Binnenlandse Zaken       | 3 maart 1859     | 12 juni 1859 | Conservative Party |
|                                | James Gascoyne-Cecil     | Markies van Salisbury James Gascoyne-Cecil (1791–1868) | Lord President of the Council         | 20 februari 1858 | 12 juni 1859 | Conservative Party |
|                                | Charles Yorke            | Graaf van Hardwicke Charles Yorke (1799–1873)          | Lord Privy Seal                       | 20 februari 1858 | 12 juni 1859 | Conservative Party |
|                                | Frederic Thesiger        | Baron Chelmsford Frederic Thesiger (1794–1878)         | Lord Chancellor                       | 20 februari 1858 | 12 juni 1859 | Conservative Party |
|                                | Jonathan Peel            | Jonathan Peel (1799–1879)                              | Minister voor Oorlog                  | 20 februari 1858 | 12 juni 1859 | Conservative Party |
|                                | John Pakington           | Sir John Pakington (1799–1800)                         | Minister voor de Marine               | 20 februari 1858 | 12 juni 1859 | Conservative Party |
|                                | Joseph Warner Henley     | Joseph Warner Henley (1893–1884)                       | Minister van Handel                   | 20 februari 1858 | 12 juni 1859 | Conservative Party |
|                                | Edward Stanley           | Heer Stanley Edward Stanley (1823–1893)                | Minister voor Koloniale Zaken         | 20 februari 1858 | 5 juni 1858  | Conservative Party |
|                                | Edward Bulwer-Lytton     | Sir Edward Bulwer-Lytton (1803–1873)                   | Minister voor Koloniale Zaken         | 5 juni 1858      | 12 juni 1859 | Conservative Party |
|                                | Edward Stanley           | Heer Stanley Edward Stanley (1823–1893)                | Minister voor Brits-Indië             | 5 juni 1858      | 12 juni 1859 | Conservative Party |
|                                | John Manners             | Heer John Manners (1818–1906)                          | Minister van Openbare Werken          | 20 februari 1858 | 12 juni 1859 | Conservative Party |
|                                |                          | Hertog van Montrose James Graham (1799–1874)           | Kanselier van het Hertogdom Lancaster | 20 februari 1858 | 12 juni 1859 | Conservative Party |
|                                | Richard Bourke           | Heer Naas Richard Bourke (1822–1872)                   | Minister voor Ierland                 | 20 februari 1858 | 12 juni 1859 | Conservative Party |
|                                | Charles Abbot            | Baron Colchester Charles Abbot (1798–1867)             | Minister voor Posterijen              | 20 februari 1858 | 12 juni 1859 | Conservative Party |

Russell I ·
Smith-Stanley I ·
Hamilton-Gordon ·
Temple I ·
Smith-Stanley II ·
Temple II ·
Russell II ·
Smith-Stanley III ·
Disraeli I ·
Gladstone I ·
Disraeli II ·
Gladstone II ·
Gascoyne-Cecil I ·
Gladstone III ·
Gascoyne-Cecil II ·
Gladstone IV ·
Primrose ·
Gascoyne-Cecil III ·
Gascoyne-Cecil IV ·
Balfour ·
Campbell-Bannerman ·
Asquith I ·
Asquith II ·
Asquith III ·
Asquith IV ·
Lloyd George I ·
Lloyd George II ·
Law ·
Baldwin I ·
MacDonald I ·
Baldwin II ·
MacDonald II ·
MacDonald III ·
MacDonald IV ·
Baldwin III ·
Chamberlain I ·
Chamberlain II ·
Churchill I ·
Churchill II ·
Attlee I ·
Attlee II ·
Churchill III ·
Eden ·
Macmillan I ·
Macmillan II ·
Douglas-Home ·
Wilson I ·
Wilson II ·
Heath ·
Wilson III ·
Callaghan ·
Thatcher I ·
Thatcher II ·
Thatcher III ·
Major I ·
Major II ·
Blair I ·
Blair II ·
Blair III ·
Brown ·
Cameron I ·
Cameron II ·
May I ·
May II ·
Johnson I ·
Johnson II ·
Truss ·
Sunak ·
Starmer